# Другая Земля
«Другая Земля» (англ. Another Earth) — американская фантастическая драма, дебютный фильм режиссёра Майка Кэхилла. В главных ролях снялись Уильям Мэйпотер и Брит Марлинг. Премьера состоялась на 27-м кинофестивале «Сандэнс» в январе 2011 года, в России фильм вышел 13 октября.

## Сюжет
В ночь открытия астрономами планеты, идентичной Земле и приближающейся к Солнечной системе, студентка Рода становится виновницей автокатастрофы: она врезается в автомобиль, в котором находились композитор Джон Берроуз с семьей. Его жена и сын погибают. Четыре года спустя Рода выходит из тюрьмы и устраивается работать уборщицей в школе. За это время изучение Земли-2 продвинулось далеко вперёд, планируется даже экспедиция на эту планету-близнец, и Рода решает поучаствовать в поэтическом конкурсе на место в экипаже космического корабля. Тем временем она узнаёт, что Джон Берроуз остался в живых после автокатастрофы, но какое-то время был в коме и не видел виновника ДТП. Рода хочет извиниться перед ним, однако, когда она приходит к нему домой, не решается признаться и притворяется, будто она домработница. Она начинает каждую неделю убираться в доме у Джона, и постепенно они сближаются. В это время доктор Джоан Тэллис из проекта SETI в прямом эфире телевидения устанавливает контакт со своим двойником с Земли-2 и выясняется, что у них абсолютно одинаковые биографии. На второй Земле стоят те же города и живут двойники людей с нашей Земли. Роду выбирают для участия в космической экспедиции на Землю-2, возможность встретиться с другим собой рассматривается многими как дар. Во время прощального вечера у Джона, который просит её не улетать, так как боится потерять, Рода признаётся ему, что именно она является виновницей аварии, в которой погибла его семья. Джон прогоняет Роду. Вскоре из телепередачи она узнаёт о новой научной теории, а затем едет к Джону, чтобы сообщить, что с того момента, когда земляне узнали о Земле-2 (четыре года назад, в день гибели его близких) синхрония была нарушена, и ранее идентичные планеты начали набирать различия. Тогда, возможно, на Земле-2 семья Джона ещё жива. Тогда Рода уступает своё место Джону в экспедиции на Землю-2. Но на нашей Земле к Роде приходит ее двойник, что означает, что от билета она не отказывалась. Существует вероятность, что в её мире аварии не случилось, с Другой Земли была организована параллельная экспедиция на Землю, в которой и приняла участие копия Роды.

## В ролях
- Брит Марлинг — Рода Уильямс
- Уильям Мэйпотер — Джон Берроуз
- Джордан Бейкер — Ким Уильямс
- Робин Лорд Тейлор — Джефф Уильямс
- Флинт Беверэдж — Роберт Уильямс
- Кумар Паллана — Пердип
- Ричард Берендзен — рассказчик

## Награды и номинации
- 2011 — премия Альфреда П. Слоана и Специальный приз жюри на кинофестивале «Сандэнс».
- 2011 — приз лучшей актрисе (Брит Марлинг) на Каталонском кинофестивале.
- 2011 — премия Национального совета кинокритиков США за лучший независимый фильм.
- 2012 — две номинации на премию «Сатурн»: лучший сценарий (Майк Кэхилл, Брит Марлинг), лучшая актриса (Брит Марлинг).
- 2012 — две номинации на премию «Независимый дух»: лучший первый фильм (Хантер Грэй, Майк Кэхилл, Брит Марлинг, Николас Шумейкер), лучший первый сценарий (Майк Кэхилл, Брит Марлинг).

## Интересные факты
- Режиссер Майк Кэхилл снимал фильм в своем родном городе — Нью-Хейвене, штат Коннектикут, и ему активно помогали его друзья и знакомые из числа местных жителей. Это позволило значительно сэкономить на бюджете.
- Актер Уильям Мэйпотер, несмотря на свой звездный статус, согласился сниматься за скромный гонорар в размере 100$ в день, потому что ему очень понравилась идея фильма[1].